# Notre-Dame (góry)
Notre-Dame (fr. Monts Notre-Dame) – pasmo górskie w kanadyjskiej prowincji Quebec, stanowiące część Appalachów. Według różnych autorów rozciągają się od półwyspu Gaspésie do Beauce w regionie Chaudière-Appalaches lub aż do jeziora Memphrémagog w regionie Estrie. Ich najwyższą częścią są góry Chic-Choc na półwyspie Gaspésie, które są również najwyższą częścią Appalachów w całej Kanadzie.
Nazwa gór (z fr. „Nasza Pani”, wyrażenie, którym określa się Maryję) pochodzi od Jacques'a Cartiera, który odkrył góry w Gaspésie 15 sierpnia 1535 roku, w dniu Wniebowzięcia Najświętszej Marii Panny.